# 물푸레나무속
물푸레나무속(학명: Fraxinus 프락시누스[*])은 물푸레나무과의 속이다. 물푸레나무속은 45~65 여 종으로 이루어진 아교목~교목급 나무로, 대부분이 활엽수(낙엽나무)이나 일부 아열대 종은 상록수(늘푸른나무)이다. 유럽, 아시아, 북미 도처에 넓게 분포해있다.

## 특징
잎의 차례는 대생(마주나기)(드물게는 세 장의 잎이 모여난다.)이며, 대부분이 기수우상복엽의 형태를 취하나, 일부 종에서는 단순한 모양을 띠기도 한다. 종자는 단풍나무 시과를 닮았으며 해외에서는 '열쇠', 또는 '헬리콥터 씨앗'이라 부르기도 한다. 물푸레나무속은 암꽃과 수꽃이 따로 피어나는 단성자웅이주가 압도적으로 많으나, 물푸레나무의 성별은 자웅주 간의 연속체로 드러난다. 마가목의 경우, 외형상 물푸레나무와 유사한 잎과 싹을 가지고 있으나, 장미과와 전혀 관련이 없는 마가목속에 속한다. 마찬가지로 개물푸레나무라고 하는 종이 있으나 콩과 두릅나무속에 속해 하등 상관이 없다.

## 종
- 구주물푸레나무 F. excelsior L.
- 그리피스물푸레나무 F. griffithii C. B. Clarke
- 넒은잎물푸레나무 F. latifolia Benth.
- 들메나무 F. mandshurica Rupr.
- 물들메나무 F. chiisanensis Nakai
- 미국물푸레나무 F. americana L.
- 번지물푸레나무 F. bungeana DC.
- 붉은물푸레나무 F. pennsylvanica Marshall
- 빙석물푸레나무 F. holotricha Koehne
- 상록물푸레나무 F. uhdei (Wenz.) Lingelsh.
- 쇠물푸레나무 F. sieboldiana Blume
- 서양물푸레나무 F. ornus L.
- 우단물푸레나무 F. velutina Torr.
- 일본쇠물푸레나무 F. lanuginosa Koidz.
- 좁은잎물푸레나무 F. angustifolia Vahl
  - F. angustifolia subsp. oxycarpa (M. Bieb. ex Willd.) Franco & Rocha Afonso
  - F. angustifolia subsp. persica (Boiss.) Azadi
  - F. angustifolia subsp. syriaca (Boiss.) Yalt.
- 주걱물푸레나무 F. spaethiana Lingelsh.
- 중국물푸레나무 F. chinensis Roxb.
- 물푸레나무 F. rhynchophylla (Hance) A. E. Murray[7]
- 캐롤라이나물푸레나무 F. caroliniana Mill.
  - F. caroliniana var. pauciflora (Nutt.) D. B. Ward
- 쿠아드란물푸레나무 F. quadrangulata Michx.
- 텍사스물푸레나무 F. texensis (A.Gray) Sarg.
- 팍스물푸레나무 F. paxiana Lingelsh.
  - F. paxiana var. depauperata Lingelsh.
  - F. paxiana var. sikkimensis Lingelsh.
- 호박물푸레나무 F. profunda (Bush) Bush
- 히말라야물푸레나무 F. floribunda Wall.
- F. albicans Buckley
- F. anomala Torr. ex S. Watson
- F. apertisquamifera H. Hara
- F. baroniana Diels
- F. berlandieriana DC.
- F. biltmoreana Beadle
- F. cuspidata Torr.
- F. dimorpha Coss. & Durieu
- F. dipetala Hook. & Arn.
- F. ferruginea Lingelsh.
- F. gooddingii Little
- F. greggii A. Gray
- F. hubeiensis S. Z. Qu et al.
- F. insularis Hemsl.
- F. longicuspis Siebold & Zucc.
- F. malacophylla Hemsl.
- F. micrantha Lingelsh.
- F. nigra Marshall
- F. odontocalyx Hand.-Mazz. ex E. Peter
- F. pallisiae Wilmott
- F. papillosa Lingelsh.
- F. petenensis Lundell
- F. platypoda Oliv.
- F. purpusii Brandegee
  - F. purpusii var. vellerea (Standl. & Steyerm.) P. S. Green
- F. raibocarpa Regel
- F. rufescens Lingelsh.
- F. sogdiana Bunge
- F. stylosa Lingelsh.
- F. trifoliolata W. W. Sm.
- F. xanthoxyloides (G. Don) Wall. ex DC.

## 병충해

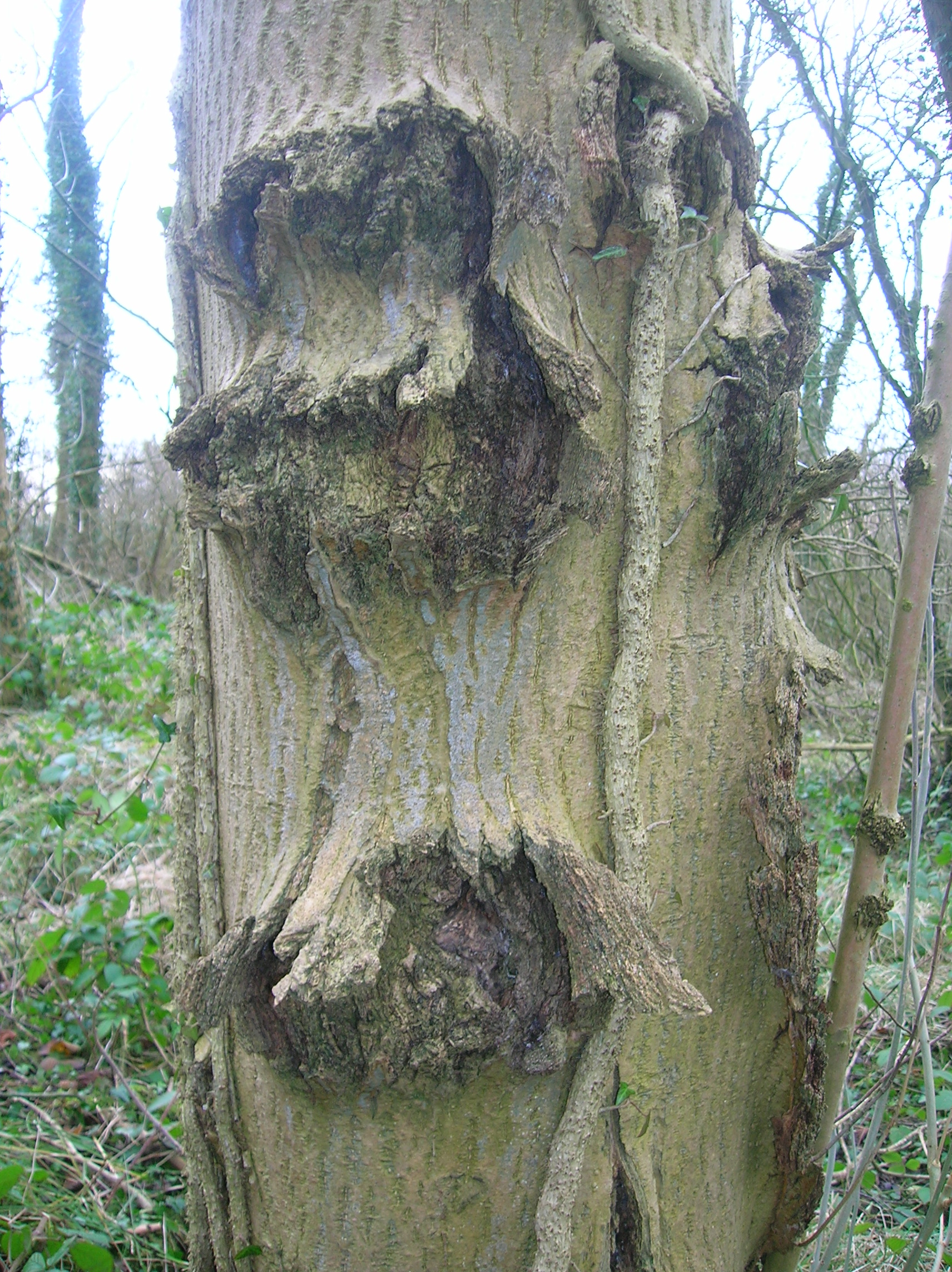
스코틀랜드 노스 에어셔의 물푸레나무에 생긴 궤양

### 북미

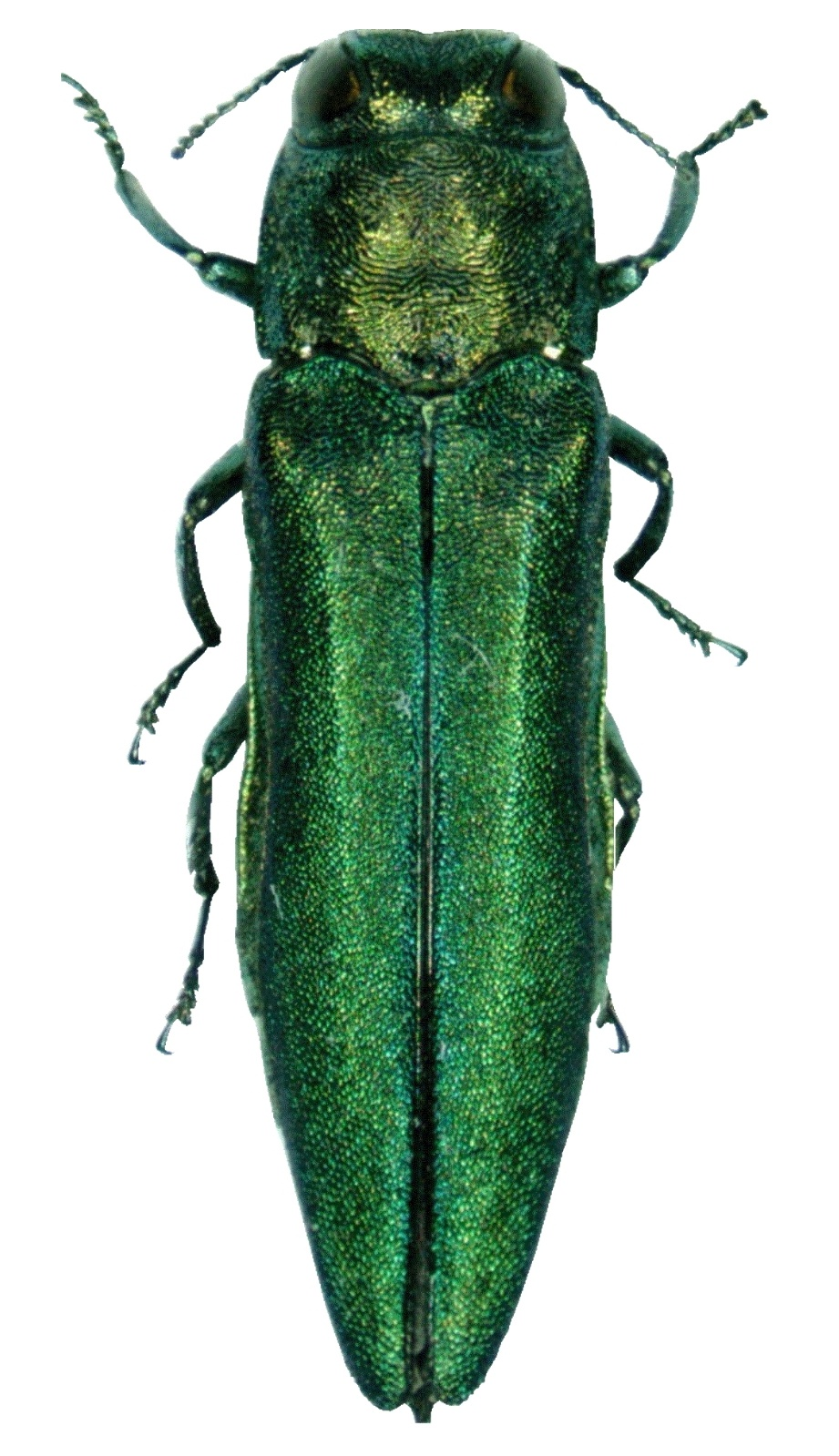
호리비단벌레

호리비단벌레 (Agrilus planipennis)는 나무를 갉아먹는 딱정벌레로 1980년대 후반~1990년대 초 사이에 목자재를 통해 동아시아에서 북아메리카로 우연히 도입되었다. 미국 22개 주와 그에 인접해 있는 캐나다의 퀘백과 온타리오 주에서 수 백만 그루의 물푸레나무가 이 해충으로 인하여 대량 고사했다. 북미 대륙에서의 물푸레나무 70억 그루가 이 해충에 의해 위협에 처해 있다. 이와 관련한 연구에서는 천적인 아시아 원산 기생벌 세 종을 미국 내 호리비단벌레의 개체 수 예찰을 위한 생물적 방제로 사용할 수 있는지를 판별시키고 있다. 대중에게는 이 해충의 전파를 억제시키기 위해 장작 등의 처리되지 않은 목제품을 운송하는 것을 자제하기를 권고하고 있다.
호리비단벌레의 유충이 가지나 줄기 내부, 나무껍질 밑의 형성층이나 체관부를 가해할 때 피해가 발생한다. 가지의 목부와 사부를 식해하는 것은 영양분과 물의 이동을 억제시킨다. 따라서, 물푸레나무에 대한 가해로 인해 나뭇가지가 고사할 것이고 마찬가지로 나무 전체도 고사할 것이다. 호리비단벌레의 발생을 감지하는 방법으로는 수피가 벗겨지는 것, 수피의 수직 균열, 가루 덩이가 들어가 있는 나무 내 갱도, 나뭇가지나 줄기에 생긴 D자형 바깥구멍 등이 있다.이 모든 것이 드러나는 것은 아니지만 이러한 경고 신호는 예상되는 발생 조짐을 알아낼 수 있다.

### 유럽
구주물푸레는 술잔고무버섯속에 속하는 곰팡이(학명: Hymenoscyphus fraxineus 히메노스키푸스 프락시네우스[*])가 일으키는 물푸레 줄기마름병(ash dieback)에 영향을 받는다. 특히 동유럽과 북유럽에서 1990년대 중반 이후로 많은 수의 나무들이 이 병에 감염되고 있다. 이 병은 덴마크산 물푸레나무 중 약 90%를 감염시켰다. 2012년 10월 말, 영국의 환경식품농촌부(Department for Environment, Food and Rural Affairs (Defra))에서 물푸레 가지마름병이 서퍽(Suffolk)의 성숙림에서 발견되었다고 보고했다. 이전에는 유럽 본토에서 수입한 유목에서 발생하는 것으로 알려져 있었다. 2016년, 물푸레나무가 유럽에서 멸종위기에 처했다는 사실이 보고되었다.

### 대한민국
대한민국에서는 최근 생활권 수목으로 물푸레나무와 들메나무가 많이 식재되는 관계로 물푸레방패벌레가 기승을 부리고 있으나 피해는 그리 크지 않다. 하지만 잎을 가해해 나무의 미관을 망쳐 가치나 상품성을 떨어뜨리고 있다. 잎 뒷면에 모여 살면서 수액을 흡즙하여 가해하기 때문에 잎 표면이 황백색으로 변한다. 응애가 일으키는 피해와 닮은 점이 많으나 가해부위에 검은 배설물과 허물이 붙어있다. 연 4회 정도 발생하는 것으로 추정되나 자세한 생활사는 분명하지 않다. 6월부터 피해가 나타나기 시작해 8∼9월경애 피해가 커진다.

## 신화와 설화에서의 물푸레나무
그리스 신화에서는, 멜리아스라는 요정이 서양물푸레나무(manna ash, 학명: Fraxinus ornus 프락시누스 오르누스[*])라는 물푸레나무의 일종과 연관되어 있다. 멜리아스는 헤시오도스의 신통기에서 등장하며, 내용 중 땅(가이아) 위로 우라누스의 핏방울이 떨어져 태어난 존재라 언급된다.
북유럽 신화의 경우, 이그드라실을 거대한 상록의 물푸레나무로 묘사한다.이그드라실은 세 개의 마법의 샘으로부터 물을 받으며, 그 뿌리와 가지에 있는 우주의 아홉 가지 세계를 지탱하는 세계축(axis mundi) 역할을 한다. 북유럽 신화에 등장하는 최초의 사람의 이름은 '아스크르'(Askr)이며 이름 뜻 그대로 '물푸레나무'를 뜻한다.
이탈리아에서는 물푸레나무로 말뚝을 만들어 흡혈귀를 죽일 수 있다는 미신이 있다.

## 같이 보기
- Æ